# 알바로 오브레곤
알바로 오브레곤 살리도(스페인어: Álvaro Obregón Salido, 1880년 2월 19일 ~ 1928년 7월 17일)는 멕시코의 1920년에서 1924년까지 대통령였다. 군인이자 개혁가이기도 했던 그는 멕시코 혁명에 참여하기도 했다.

## 생애
오브레곤은 본래 멕시코 소노라의 농민 출신이다. 그의 아버지 프란시스코 오브레곤은 본래 멕시코의 부농이었으나 전 황제를 지원했다는 이유로 1867년 자유 정부에 의해 재산이 압수당하고 그 후 아들이 태어난 해에 죽었기 때문에 알바로 오브레곤이 태어났을 때에는 집안이 매우 가난한 형편이었다. 이후 오브레곤은 소작농으로서 병아리콩을 재배하다가 1909년 병아리콩 수확기를 발명하고 곧이어 현대식 조립 라인을 갖춘 병아리콩 수확기 제조회사를 설립한다.
오브레곤은 정규 교육을 받지 못했으나 농부와 노동자로 일을 하는 동안 가난한 멕시코인들의 요구 사항이 무엇인지를 잘 터득했다. 1910년에 일어난 독재자 포르피리오 디아스를 타도하는 혁명에는 참여하지 않았지만 1912년 파스쿠알 오로스코의 반란군과 싸우던 프란시스코 I. 마데로 대통령의 지지하에 의용군을 조직했다. 1913년 2월 마데로 대통령이 암살당하고 빅토리아노 우에르타가 대통령에 오르자 이에 맞서기 위해 베누스티아노 카란사와 손을 잡고 우에르타 군대를 쳐부수고 마침내 1914년 8월 15일 멕시코시티를 점령했다.
오브레곤은 판초 비야와 에밀리아노 사파타 등 게릴라 군대와 맞서는 카란사를 계속 지지했고 비야와 맞서 싸우는 동안 오브레곤은 점령 지역에서 교권반대정책과 노동법규를 시행하는 법령들을 공표했다. 게다가 그는 1917년 헌법제정 회의를 주도해 헌법에 급진적 성격의 조항들을 삽입시켰다.
그는 1917년 카란사 내각에서 잠시 일을 맡아 하다가 사임한 후 소노라에 있는 농장으로 돌아가 2년 동안 정치일선에서 물러나 살았다. 그러나 1920년 4월 오브레곤은 카란사가 반동정책을 강화하자 이에 폭동을 일으켜 카란사를 대통령직에서 축출했다. 오브레곤은 1920년 12월 1일 멕시코의 새 대통령으로 선출되었다.
오브레곤은 그동안 혁명으로 혼란을 겪던 멕시코에 상대적 평화와 경제적 번영을 이룩함으로써 10년간에 걸친 격렬한 내전을 종식시켰다. 그는 노동자들과 농민들의 조직을 공식적으로 인정했으며 게다가 문교부장관으로 호세 바스콘셀로스를 임명함으로써 멕시코 교육계에도 중대한 개혁의 시대가 도래했음을 예고했다.
그렇지만 미국은 오브레곤이 미국 오일 회사들을 몰수하지 않겠다고 약속한 1923년의 부카렐리 회의 때까지 그의 정부를 인정하지 않았는데 그가 너무 급진적이라고 판단했기 때문이었다. 그는 1차례의 군 폭동을 진압한 뒤 1924년 11월 30일 대통령직에서 물러났다.
후계자는 플루타르코 엘리아스 카예스였다. 1928년 대통령 선거에 또다시 입후보하여 그당시 발생한 또 1차례의 무장 폭동에도 불구하고 대통령으로 선출되었다. 오브레곤은 대통령에 다시 당선된 후 소노라에서 멕시코시티로 돌아와 그의 당선을 축하하는 조그마한 축하행사에 참석했다가 그곳에서 종교 박해의 책임이 오브레곤에게 있다고 생각한 가톨릭 신자 호세 데 레온 토랄의 총에 맞아 죽었다.

## 역대 선거 결과
| 선거명      | 직책명          | 대수 | 정당          | 득표율  | 득표수      | 결과 | 당락  |
| ----------- | --------------- | ---- | ------------- | ------- | ----------- | ---- | ----- |
| 1917년 대선 | 멕시코의 대통령 | 37대 | 무소속        | 0.5%    | 4,008표     | 3위  | 낙선  |
| 1920년 대선 | 멕시코의 대통령 | 39대 | 멕시코 노동당 | 95.8%   | 1,131,751표 | 1위  |       |
| 1928년 대선 | 멕시코의 대통령 | 41대 | 멕시코 노동당 | 100.00% | 1,670,453표 | 1위  | [ 1 ] |

## 같이 보기
- 멕시코의 국가원수 목록
- 멕시코 혁명